# Pedro Carlos Cipolini

Wappen von Pedro Carlos Cipolini

Pedro Carlos Cipolini (* 4. Mai 1952 in Caconde, Bundesstaat São Paulo, Brasilien) ist ein brasilianischer Geistlicher und römisch-katholischer Bischof von Santo André.

## Leben
Pedro Carlos Cipolini studierte Philosophie und Pädagogik in São Paulo. Zudem erwarb er ein Diplom in Theologie an der Fakultät Nossa Senhora da Assunção, ebenfalls in São Paulo. Am 7. September 1977 zum Diakon geweiht, empfing Cipolini am 25. Februar 1978 durch den Bischof von Franca, Diógenes da Silva Matthes, das Sakrament der Priesterweihe. Er war bis 1984 Gemeindepfarrer und wurde dann Koordinator für die Pastoral im Bistum Franca. 1985 wechselte er ins Erzbistum Campinas, wo er bis 2010 unter anderem als Theologieprofessor tätig war. Von 1990 bis 1992 promovierte er an der Päpstlichen Universität Gregoriana in Theologie. Nach seiner Rückkehr ins Bistum Campinas war Cipolini dort Mitglied des Priesterrats und später Generalvikar.
Am 14. Juli 2010 ernannte ihn Papst Benedikt XVI. zum Bischof von Amparo. Der Erzbischof von Campinas, Bruno Gamberini, spendete ihm am 12. Oktober desselben Jahres die Bischofsweihe; Mitkonsekratoren waren der Bischof von Lorena, Benedito Beni dos Santos, und der emeritierte Bischof von Amparo, Francisco José Zugliani. Die Amtseinführung erfolgte am 24. Oktober 2010.
Papst Franziskus ernannte ihn am 27. Mai 2015 zum Bischof von Santo André. Von 2015 bis 2023 leitete Cipolini in der Brasilianischen Bischofskonferenz die bischöfliche Kommission für die Glaubenslehre.
Sein leiblicher Bruder Luiz Antônio Cipolini ist seit 2013 Bischof von Marília.